# 川崎記念
川崎記念（かわさききねん）は、神奈川県川崎競馬組合が川崎競馬場で施行する地方競馬の重賞競走（ダートグレード競走、JpnI）である。農林水産大臣より寄贈賞が提供されており、正式名称は「農林水産大臣賞典 川崎記念（のうりんすいさんだいじんしょうてん かわさききねん）」と表記される。
副賞は農林水産大臣賞、神奈川県知事賞、日本中央競馬会理事長賞、日本馬主協会連合会長奨励賞、日本地方競馬馬主振興協会会長賞、地方競馬全国協会理事長賞、神奈川県馬主協会会長賞、よみうりランド賞、管理者賞。

## 概要
1951年に開設記念（かいせつきねん）として創設、第1回は川崎競馬場のダート3000mで施行された。創設当初は南関東地区の古馬最強馬決定戦として位置付けられた。翌年にはダート2600mに短縮、1954年にダート2800mに延長、更に1955年はダート2400m、1956年はダート2000m、1957年はダート2300m、1959年には当初の施行コースダート2600mに戻されたが1961年にダート2200mに短縮、幾度の距離改正の末1964年にダート2150mに納まった。
1979年には現在の「川崎記念」に名称変更され1985年には再度ダート2000mに短縮、1990年に地方全国交流競走に指定されたが1994年のみ南関東限定競走で施行、1996年には中央・地方全国指定交流競走に指定されJRA所属馬の出走が可能になった。
1998年には、1997年4月から始まったダートグレード競走のGI（統一GI）に格付けされた。
また1999年に、ドバイワールドカップへの日本国内の前哨戦の意味合いを更に高めることを目的として出走可能頭数を12頭から14頭に増加させる措置が取られた。そのため、ダート2000mからダート2100mに距離を延長し、中央競馬のフェブラリーステークスと共にドバイワールドカップの前哨戦、あるいは年始のダート最強馬決定戦としての地位を確立した。
2024年より古馬中距離路線のローテーション整備や出走馬の質を高める一環で、前年11月から2月まで古馬中距離のGI（JpnI）級競走が連続して行われていることを配慮し、時期を4月上旬に移行することが発表されている。開催時期変更で、重複するドバイワールドカップの前哨戦ないし同レース後には使えなくなるが、フェブラリーステークスやサウジカップデーから本競走へ、また本競走から帝王賞などへのローテーションが可能になる。なお、地方競馬が会計年度（4月から翌年3月）で行われる関係で「2023年度」の川崎記念は実施されない（移設時期である2024年4月は新年度となる）ことから、2023年度内においては同年12月14日にその年限りの中央・地方交流重賞として「神奈川記念」（JRA・地方交流、3歳以上、川崎・1,600m）を実施することとなった。

### 条件・賞金（2025年）[2]
出走条件
サラブレッド系4歳以上オープン　地方競馬所属選定馬及びJRA所属選定馬。
- フルゲートは14頭で、地方・中央の別なく全登録馬の中から主催者による出走馬選考委員会にて選定する（2024年度より改訂）。
- トライアル競走の報知オールスターカップ（南関東SIII・川崎競馬場ダート2100m）の優勝馬並びにダイオライト記念（JpnII・船橋競馬場ダート2400m）の1、2着馬（地方所属馬に限る）に優先出走権がある。

負担重量
定量。4歳以上57kg、牝馬2kg減、南半球生産馬1kg減。
賞金額
1着1億円、2着3,500万円、3着2,000万円、4着1,000万円、5着500万円、着外手当25万円。
生産牧場賞
100万円。

## 歴史

### 年表
- 1951年 - 川崎競馬場のサラブレッド系4歳（旧5歳）以上の南関東地区限定重賞競走「開設記念」として創設。
- 1952年 - 施行コースをダート2600mに変更。
- 1954年 - 施行コースをダート2800mに変更。
- 1955年 - 施行コースをダート2400mに変更。
- 1956年 - 施行コースをダート2000mに変更。
- 1957年 - 施行コースをダート2300mに変更。
- 1959年 - 施行コースをダート2600mに戻す。
- 1960年 - 前年の9月1日から日本競馬の時計表示が変更になったのに伴い、時計が1/5秒表示から1/10秒表示に変更。
- 1962年 - 施行コースをダート2200mに変更。
- 1964年 - 施行コースをダート2150mに変更。
- 1972年 - 流行性の馬インフルエンザにより開催中止。
- 1979年 - 名称を「川崎記念」に変更。
- 1984年 - 施行コースをダート2100mに変更。
- 1985年 - 施行コースをダート2000mに戻す。
- 1989年 - 1着賞金が2000万円に増額。
- 1990年
  - 地方全国交流競走に指定。
  - 1着賞金が2500万円に増額。
- 1991年 - 1着賞金が3500万円に増額。
- 1992年 - 1着賞金が5000万円に増額。
- 1994年 - 南関東地区競走として施行。
- 1996年
  - 中央・地方全国指定交流競走に指定。
  - 1着賞金が6000万円に増額。
- 1998年 - ダート競走格付け委員会にGI（統一GI）に格付け。
- 1999年 - 施行コースを現在のダート2100mに変更。最大出走頭数14頭となる。
- 2001年 - 馬齢表示の国際基準への変更に伴い、出走条件が「5歳以上」から「4歳以上」に変更。
- 2007年 - 国際セリ名簿基準委員会（ICSC）の勧告に伴う重賞の格付け表記の変更により、統一グレード表記をJpnIに変更。
- 2009年
  - 中央競馬所属馬の出走枠が4頭から5頭に、地方競馬所属馬の出走枠が7頭から6頭にそれぞれ変更。
  - 売得金額が7億7147万5400円を記録し、同競走の1レース売上レコードを更新。
- 2016年
  - 中央競馬所属馬の出走枠が5頭から6頭に変更[7]、それに伴い地方所属馬の出走枠が9頭から8頭に変更。
  - 売得金額が9億5111万7900円を記録し、同競走及び川崎競馬場1レース売上レコードを更新。
- 2017年 - 売得金額が10億1765万5900円を記録し、同競走の1レース売上レコードを更新。
- 2018年 - 売得金額が10億6790万1500円を記録し、同競走の1レース売上レコードを更新。
- 2020年 - 売得金額が13億5449万1000円を記録し、同競走の1レース売上レコードを更新。
- 2021年
  - 新型コロナウイルス感染拡大防止のため「無観客競馬」として実施[8]。
  - 売得金額が19億353万1300円を記録し、同競走及び川崎競馬場1レース売上レコードを更新。
- 2022年 - 売得金額が19億6462万2300円を記録し、川崎競馬場1レース売上レコードを更新。
- 2023年 - 1着賞金が8000万円に増額[9]。
- 2024年
  - 「全日本的なダート競走の体系整備」に伴い、施行時期を1月下旬から4月上旬に変更[10]。
  - この年からナイター開催として実施。
  - 1着賞金が1億円に増額。

### 歴代優勝馬
全て川崎競馬場ダートコースで施行。
優勝馬の馬齢は2000年以前も現行表記に揃えている。JRA騎手・調教師の表記は旧字体等の登録を禁止したJRA規定に従う。
| 回数   | 施行日        | 距離  | 優勝馬             | 性齢 | 所属 | タイム   | 優勝騎手     | 管理調教師   | 馬主                                 |
| ------ | ------------- | ----- | ------------------ | ---- | ---- | -------- | ------------ | ------------ | ------------------------------------ |
| 第1回  | 1951年1月21日 | 3000m | エゾテツザン       | 牡6  | 川崎 | 3:21 0/5 | 小笠原円之助 | 小笠原円之助 | 金子勇治                             |
| 第2回  | 1952年1月11日 | 2600m | キヨフジ           | 牝4  | 川崎 | 2:50 2/5 | 八木正雄     | 八木正雄     | 山口春哉                             |
| 第3回  | 1953年2月15日 | 2600m | イカホダケ         | 牡6  | 大井 | 2:51 3/5 | 須田茂       | 田中利衛     | 三宅年広                             |
| 第4回  | 1954年2月14日 | 2800m | イチサチホマレ     | 牡6  | 大井 | 3:08 0/5 | 栗田武       | 栗田金吾     | 井門富士逸                           |
| 第5回  | 1955年2月3日  | 2400m | アサクニ           | 牡5  | 川崎 | 2:36 0/5 | 梅山満       | 梅山満       | 手塚栄一                             |
| 第6回  | 1956年2月8日  | 2000m | カネエイカン       | 牡6  | 大井 | 2:08 4/5 | 小筆昌       | 森田正一     | 青柳静江                             |
| 第7回  | 1957年2月10日 | 2300m | スヰートハート     | 牝7  | 川崎 | 2:22 4/5 | 杉山信幸     | 勝又衛       | 勝又泉吾                             |
| 第8回  | 1958年2月16日 | 2300m | イチカントー       | 牡5  | 大井 | 2:21 4/5 | 藤田安弘     | 小暮嘉久     | 北沢元男                             |
| 第9回  | 1959年2月8日  | 2600m | イチカントー       | 牡6  | 大井 | 2:52 1/5 | 藤田安弘     | 小暮嘉久     | 北沢元男                             |
| 第10回 | 1960年2月14日 | 2600m | エータイム         | 牡5  | 川崎 | 2:53.6   | 佐々木國廣   | 井上宥藏     | 山上光子                             |
| 第11回 | 1961年2月19日 | 2600m | イチアサヒデ       | 牡6  | 大井 | 2:50.1   | 小筆昌       | 安藤徳男     | 手塚栄一                             |
| 第12回 | 1962年2月1日  | 2200m | アサブエ           | 牡5  | 大井 | 2:22.3   | 鈴木富士雄   | 金子梅吉     | 金子マキ                             |
| 第13回 | 1963年2月24日 | 2200m | サキミドリ         | 牡5  | 大井 | 2:23.9   | 松浦備       | 小暮嘉久     | 北沢元男                             |
| 第14回 | 1964年2月19日 | 2150m | ゲイリング         | 牡5  | 船橋 | 2:19.1   | 渡辺正       | 出川己代造   | 鈴木晴                               |
| 第15回 | 1965年1月27日 | 2150m | テツリユウ         | 牡5  | 川崎 | 2:18.5   | 佐々木竹見   | 大沼五郎     | 六郎田雅喜                           |
| 第16回 | 1966年2月9日  | 2150m | エイコウザン       | 牡5  | 川崎 | 2:16.2   | 松浦備       | 井上宥藏     | 井上徹郎                             |
| 第17回 | 1967年2月19日 | 2150m | ハロータイム       | 牡4  | 船橋 | 2:17.3   | 福永尚武     | 及川六郎     | 須賀庸元                             |
| 第18回 | 1968年2月18日 | 2150m | マーブルアーチ     | 牡4  | 大井 | 2:17.9   | 赤間清松     | 栗田武       | 醍醐安之助                           |
| 第19回 | 1969年2月5日  | 2150m | アシヤフジ         | 牡5  | 大井 | 2:17.6   | 赤間清松     | 小暮嘉久     | 伊藤英夫                             |
| 第20回 | 1970年2月5日  | 2150m | アポスピード       | 牡4  | 大井 | 2:17.7   | 須田茂       | 阪本正太郎   | 佐藤清之助                           |
| 第21回 | 1971年2月24日 | 2150m | リユウトキツ       | 牡4  | 川崎 | 2:15.5   | 佐々木吉郷   | 新貝一雄     | 新貝友三郎                           |
| 第22回 | 1973年2月2日  | 2150m | ネロ               | 牡4  | 船橋 | 2:16.5   | 高橋三郎     | 佐竹海治     | 白井新平                             |
| 第23回 | 1974年2月6日  | 2150m | ゴールデンスネツプ | 牝5  | 川崎 | 2:17.0   | 長谷川茂     | 井上宥藏     | 吉田善哉                             |
| 第24回 | 1975年2月19日 | 2150m | マルイチダイオー   | 牡4  | 船橋 | 2:17.6   | 角田次男     | 宮下仁       | （有）丸一興産                       |
| 第25回 | 1976年2月24日 | 2150m | ヒデノアラシ       | 牡4  | 川崎 | 2:17.4   | 佐々木竹見   | 勝又泉       | 横山秀男                             |
| 第26回 | 1977年2月10日 | 2150m | プラスワン         | 牡4  | 船橋 | 2:14.9   | 田部和廣     | 平島好助     | 池口ハル子                           |
| 第27回 | 1978年2月10日 | 2150m | エフチリン         | 牡5  | 船橋 | 2:17.0   | 桑島孝春     | 凾館政一     | 中江商事（有）                       |
| 第28回 | 1979年2月1日  | 2150m | タガワエース       | 牡4  | 大井 | 2:16.5   | 高橋三郎     | 大塚三郎     | 田川金作                             |
| 第29回 | 1980年2月7日  | 2150m | ゴールドスペンサー | 牡4  | 浦和 | 2:16.5   | 本間光雄     | 中村秀夫     | （有）サニー商事                     |
| 第30回 | 1981年2月25日 | 2150m | ゴールドスペンサー | 牡5  | 浦和 | 2:17.3   | 本間光雄     | 中村秀夫     | （有）サニー商事                     |
| 第31回 | 1982年2月11日 | 2150m | ダーリンググラス   | 牡4  | 浦和 | 2:16.2   | 本間光雄     | 中沢文男     | 菅谷百合子                           |
| 第32回 | 1983年2月11日 | 2150m | カネシヨウスーパー | 牡5  | 川崎 | 2:18.5   | 内田勝義     | 照沼一二     | 清水政治                             |
| 第33回 | 1984年2月15日 | 2100m | ダーリンググラス   | 牡6  | 浦和 | 2:15.8   | 牛房榮吉     | 中沢文男     | 菅谷百合子                           |
| 第34回 | 1985年2月25日 | 2000m | カウンテスアツプ   | 牡4  | 大井 | 2:07.9   | 的場文男     | 福永二三雄   | 佐橋五十雄                           |
| 第35回 | 1986年2月11日 | 2000m | カウンテスアツプ   | 牡5  | 大井 | 2:10.0   | 的場文男     | 赤間清松     | 佐橋五十雄                           |
| 第36回 | 1987年2月25日 | 2000m | カウンテスアツプ   | 牡6  | 大井 | 2:09.4   | 的場文男     | 赤間清松     | 佐橋五十雄                           |
| 第37回 | 1988年2月17日 | 2000m | トミヒサダンサー   | 牡5  | 船橋 | 2:08.9   | 松代眞       | 小檜山悦雄   | 渡辺巌                               |
| 第38回 | 1989年2月15日 | 2000m | アエロプラーヌ     | 牡4  | 大井 | 2:11.0   | 的場文男     | 赤間清松     | 橋本善一                             |
| 第39回 | 1990年2月12日 | 2000m | ロジータ           | 牝4  | 川崎 | 2:10.0   | 野崎武司     | 福島幸三郎   | 加藤富保                             |
| 第40回 | 1991年2月11日 | 2000m | ダイコウガルダン   | 牡6  | 大井 | 2:08.8   | 早田秀治     | 高岩隆       | 熊久保勅夫                           |
| 第41回 | 1992年2月11日 | 2000m | トーシンイーグル   | 牡4  | 船橋 | 2:09.4   | 矢内博       | 安藤榮作     | 黒岩定義                             |
| 第42回 | 1993年2月11日 | 2000m | ハシルショウグン   | 牡5  | 大井 | 2:08.1   | 鈴木啓之     | 赤間清松     | 渡辺典六                             |
| 第43回 | 1994年2月15日 | 2000m | サクラハイスピード | 牡6  | 船橋 | 2:08.9   | 佐藤隆       | 川島正行     | 全演植                               |
| 第44回 | 1995年1月18日 | 2000m | アマゾンオペラ     | 牡4  | 船橋 | 2:10.2   | 石崎隆之     | 出川己代造   | 柳澤瀀                               |
| 第45回 | 1996年1月24日 | 2000m | ホクトベガ         | 牝6  | JRA  | 2:07.5   | 横山典弘     | 中野隆良     | 金森森商事（株）                     |
| 第46回 | 1997年2月5日  | 2000m | ホクトベガ         | 牝7  | JRA  | 2:06.7   | 横山典弘     | 中野隆良     | 金森森商事（株）                     |
| 第47回 | 1998年1月28日 | 2000m | アブクマポーロ     | 牡6  | 船橋 | 2:07.6   | 石崎隆之     | 出川克己     | 鑓水秋則                             |
| 第48回 | 1999年2月3日  | 2100m | アブクマポーロ     | 牡7  | 船橋 | 2:16.6   | 石崎隆之     | 出川克己     | （株）デルマークラブ                 |
| 第49回 | 2000年2月9日  | 2100m | インテリパワー     | 牡5  | 川崎 | 2:14.5   | 張田京       | 秋山重美     | 佐橋五十雄                           |
| 第50回 | 2001年1月26日 | 2100m | レギュラーメンバー | 牡4  | JRA  | 2:12.9   | 松永幹夫     | 山本正司     | （有）ノースヒルズマネジメント       |
| 第51回 | 2002年1月30日 | 2100m | リージェントブラフ | 牡6  | JRA  | 2.16.2   | 吉田豊       | 大久保洋吉   | 大原詔宏                             |
| 第52回 | 2003年1月29日 | 2100m | カネツフルーヴ     | 牡6  | JRA  | 2.14.8   | 松永幹夫     | 山本正司     | （株）ローレルレーシング             |
| 第53回 | 2004年2月4日  | 2100m | エスプリシーズ     | 牡5  | 川崎 | 2.12.8   | 森下博       | 武井榮一     | 依田泰雄                             |
| 第54回 | 2005年1月26日 | 2100m | タイムパラドックス | 牡7  | JRA  | 2:14.2   | 武豊         | 松田博資     | （有）社台レースホース               |
| 第55回 | 2006年1月25日 | 2100m | アジュディミツオー | 牡5  | 船橋 | 2:12.8   | 内田博幸     | 川島正行     | 織戸眞男                             |
| 第56回 | 2007年1月31日 | 2100m | ヴァーミリアン     | 牡5  | JRA  | 2:12.9   | C.ルメール   | 石坂正       | （有）サンデーレーシング             |
| 第57回 | 2008年1月30日 | 2100m | フィールドルージュ | 牡6  | JRA  | 2:13.1   | 横山典弘     | 西園正都     | 地田勝三                             |
| 第58回 | 2009年1月28日 | 2100m | カネヒキリ         | 牡7  | JRA  | 2:13.3   | C.ルメール   | 角居勝彦     | 金子真人ホールディングス（株）       |
| 第59回 | 2010年1月27日 | 2100m | ヴァーミリアン     | 牡8  | JRA  | 2:12.7   | 武豊         | 石坂正       | （有）サンデーレーシング             |
| 第60回 | 2011年1月26日 | 2100m | フリオーソ         | 牡7  | 船橋 | 2:14.2   | 戸崎圭太     | 川島正行     | ダーレー・ジャパン・レーシング（有） |
| 第61回 | 2012年1月25日 | 2100m | スマートファルコン | 牡7  | JRA  | 2:10.7   | 武豊         | 小崎憲       | 大川徹                               |
| 第62回 | 2013年1月30日 | 2100m | ハタノヴァンクール | 牡4  | JRA  | 2:15.4   | 四位洋文     | 昆貢         | （有）グッドラック・ファーム         |
| 第63回 | 2014年1月29日 | 2100m | ホッコータルマエ   | 牡5  | JRA  | 2:13.8   | 幸英明       | 西浦勝一     | 矢部道晃                             |
| 第64回 | 2015年1月28日 | 2100m | ホッコータルマエ   | 牡6  | JRA  | 2:16.9   | 幸英明       | 西浦勝一     | 矢部道晃                             |
| 第65回 | 2016年1月27日 | 2100m | ホッコータルマエ   | 牡7  | JRA  | 2:14.1   | 幸英明       | 西浦勝一     | 矢部道晃                             |
| 第66回 | 2017年2月1日  | 2100m | オールブラッシュ   | 牡5  | JRA  | 2:14.6   | C.ルメール   | 村山明       | （有）社台レースホース               |
| 第67回 | 2018年1月31日 | 2100m | ケイティブレイブ   | 牡5  | JRA  | 2:14.9   | 福永祐一     | 目野哲也     | 瀧本和義                             |
| 第68回 | 2019年1月30日 | 2100m | ミツバ             | 牡7  | JRA  | 2:15.0   | 和田竜二     | 加用正       | （株）協栄                           |
| 第69回 | 2020年1月29日 | 2100m | チュウワウィザード | 牡5  | JRA  | 2:14.1   | 川田将雅     | 大久保龍志   | 中西忍                               |
| 第70回 | 2021年1月27日 | 2100m | カジノフォンテン   | 牡5  | 船橋 | 2:14.9   | 張田昂       | 山下貴之     | 吉橋興生                             |
| 第71回 | 2022年2月2日  | 2100m | チュウワウィザード | 牡7  | JRA  | 2:14.9   | 川田将雅     | 大久保龍志   | 中西忍                               |
| 第72回 | 2023年2月1日  | 2100m | ウシュバテソーロ   | 牡6  | JRA  | 2:16.0   | 横山和生     | 高木登       | 了徳寺健二ホールディングス（株）     |
| 第73回 | 2024年4月3日  | 2100m | ライトウォーリア   | 牡7  | 川崎 | 2:15.5   | 吉原寛人     | 内田勝義     | （有）キャロットファーム             |
| 第74回 | 2025年4月9日  | 2100m | メイショウハリオ   | 牡8  | JRA  | 2:18.0   | 浜中俊       | 岡田稲男     | 松本好雄                             |

### 母系による親子3代制覇
過去に1組の例がある。
| 組    | 母馬名   | 優勝回 | 子馬名         | 優勝回 | 孫馬名             | 優勝回 |
| ----- | -------- | ------ | -------------- | ------ | ------------------ | ------ |
| 1組目 | ロジータ | 第39回 | カネツフルーヴ | 第52回 | レギュラーメンバー | 第50回 |

※カネツフルーヴはロジータの産駒、レギュラーメンバーはロジータの子であるシスターソノの産駒。